# Цивільний Корпус «Азов»
Цивільний Корпус «Азов» (також вживають абревіатуру ЦК «Азов») — громадсько-політичний рух правої направленості, що утворився навесні 2015 року з українських активістів на базі прихильників полку «Азов». Метою діяльності Цивільний Корпус «Азов» називає «боротьбу з внутрішніми ворогами задля розчищення дороги в політику молодим і патріотам України».
«Цивільний корпус» — найбільш популярна організація серед молодих прихильників радикалізму та правого руху. Чисельність організації оцінити досить важко, однак вона перевищує позначку в 15 тисяч активних членів. Активісти «Цивільного корпусу» організовують акції різного спрямування: допомога сім'ям загиблих бійців, боротьба з незаконними забудовами, точками продажу алкоголю та наркотиків, проведення уроків мужності в школах та університетах, бойова підготовка активістів, спортивні змагання, ідеологічні лекції, і т.д.
Низка експертів вважає, що «Цивільний корпус» та партія «Національний корпус» можуть отримати значну політичну вагу вже найближчим часом, отримавши значну кількість голосів виборців, завдяки студентам-прихильникам правої ідеології.

## Історія створення
Взимку 2014—2015 року чітко стала зрозумілою потреба в організації громадсько-політичної структури поряд з полком «Азов». Полкові тилові служби, волонтерська мережа та прихильники «Азову», об'єднані в рамках товариства сприяння ЗСУ та ВМФ «Патріот України», остаточно переформатувалися у Цивільний Корпус «Азов». Основний кістяк нової організації склали колишні бійці Азову та патріоти й прихильники правого руху.
Навесні 2015 року утворився центральний штаб та мережа осередків у всіх регіонах України. Напрямами роботи Цивільного Корпусу «Азов» проголосили не тільки ліквідацію національних (прояви сепаратизму) та соціальних (наркоторгівля, пияцтво, шахрайство тощо) проблем суспільства, але й організацію різнопланових соціальних ініціатив та проектів, зокрема пропаганду здорового способу життя та традиційних моральних цінностей.

## Діяльність

### 2015
Офіційно утворений Цивільний Корпус «Азов» був наприкінці весни 2015 року, і вже влітку організація розгорнула широку суспільну діяльність: брала участь у допомозі в ліквідації надзвичайних ситуацій на Київщини, організувала дитячий табір «Азовець» в Пущі-Водиці, проводила громадсько-політичні курси за програмою школи Націократії в Карпатах.
Восени осередки ЦК розгорнули спортивну кампанію «Сильна Нація» по містах України.
На початку жовтня 2015 року організація долучилася до проведення «Блокади Криму». Лідер кримського осередку ЦК «Азов» Станіслав Краснов визнав свою причетність до підриву опор ЛЕП в кінці листопада 2015 року. За півроку, у ніч проти 28 лютого 2016, Служба безпеки України затримала Краснова: його звинувачено у незаконному зберіганні зброї, а також у колаборації зі спецслубами Російської Федерації. При цьому провід Цивільного Корпусу та командування полку «Азов» офіційно та неофіційно відмовилися допомагати затриманому активісту.
У грудні 2015 ЦК «Азов» відкрив пам'ятник Святославу Хороброму в Маріуполі. Станом на початок 2016-го офіційне рішення-дозвіл від міськради на встановлення пам'ятника не було прийнято. Урочисте відкриття відбулося 20 грудня 2015 року, супроводжувалося багатотисячним маршем і ярмарком. Акція була названа «декомунізацією», адже на місці пам'ятника київському князю Святославу раніше стояв постамент Леніна. Самі ж «азовці» були незадоволені проектом пам'ятника — обличчя київського князя дуже нагадувало обличчя Леніна.

### 2016
19 січня 2016 в Києві особи, що представились членами ЦК «Азову», у купі з російськими неонацистами (серед них — Роман Жєлєзнов, відомий також як «Зухель») зробили спробу зірвати проведення акції пам'яті російського адвоката Станіслава Маркєлова й журналістки Анастасії Бабурової (вбитих у Москві 19 січня 2009). Загалом учасники акції були розділені на дві частини: тих, хто пішов до кінотеатру «Жовтень» та вступив у вербальну суперечку з представниками ЦК «Азов» (саме там відбувалося знімання матеріалу «Громадського телебачення») та тих, хто проводив акцію пам'яті в іншому місці. На місці розташування других спроб зриву не відбувалося, цікаво, що серед них був присутній російський опозиціонер Ілля Пономарьов — єдиний депутат Держдуми, що 2014 року проголосував проти анексії Криму.
21 січня, в день Соборності в Івано-Франківську активісти Цивільного корпусу «Азов» провели марш під гаслом «Пам'ятай, чужинець — тут господар українець». Передумовою для маршу став інцидент розбещення двох неповнолітніх українських дівчат 13-ма іноземцями-арабами. Метою організації було привернути увагу громадськості до проблем з поведінкою іноземців у місті. Поліція намагалася покривати злочинців й дала їм можливість утекти. Однак, завдяки активістам із ЦК «Азов», які вчасно втрутилися, злочин набув чималого розголосу. Двох іноземців таки заарештували. Розгляд справи тривав 10 місяців і, зрештою, 23 листопада 2016 року двоє арабів із Йорданії отримали по 10 років ув'язнення.
В лютому 2016 ЦК «Азов» провів кампанію «СтопІнтер», звинувативши працівників та власників медіа-холдингу «Інтер» в антиукраїнській риториці. В Києві була заблокована будівля каналу.
20 травня 2016 Цивільний Корпус «Азов» провів кількатисячний марш, що за різними оцінками зібрав від 2 тисяч осіб до 10, проти можливих виборів на Донбасі,,, як це було передбачено під час перемовин тристоронньої групи в Мінську. «Вимоги Нації» — перелік вимог з боку Цивільного Корпусу «Азов» до офіційної влади для проведення виборів в ОРДЛО: роззброєння сепаратистів, виведення військ РФ, відновлення українського контролю над кордоном, вибори.
Президент України розцінив цей марш як заклик до зриву Мінських домовленостей, і зазначив, що державна політика за час його президентства буде спрямована на замирення. «Ще раз наголошую, це абсолютно чітка позиція — військового шляху до повернення Донбасу не існує», — заявив глава держави у день проведення маршу під час засідання Ради національної безпеки і оборони України. Основною ж ідеєю маршу, на думку експертів, була демонстрація сили.
2-3 липня під егідою ЦК «Азов» була проведена науково-практична конференція присвячена перспективам Балто-Чорноморського союзу. У заході брали участь активісти та прихильники багатьох Європейських правих рухів та партій. Цей захід продемонстрував зовнішньополітичні погляди активістів, а саме — пропоновану альтернативу Європейському союзу.
З початку липня осередки Цивільного Корпусу вирушили в «агітаційний тур» по областях. У рамках «туру» активісти ЦК проводять ознайомлення місцевого населення з діяльністю організації та пропонують вступати до її лав. Ведеться активне створення районних осередків у кожній області.
14 липня у Києві близько 30 представників ЦК «Азов» заблокували редакцію інформаційного агентства «ГолосUA» з метою не допустити проведення прес-конференції лідера українських комуністів Петра Симоненка. Темою конференції мала стати «Влада задіяла репресії щодо лідерів і активістів КПУ», проте, як повідомили самі «азовці», Симоненко так і не прийшов. Цікавий факт, що поліція «азовцям» не перешкоджала.
8 вересня у Києві, в районі Святошин, бійці ЦК «Азов» штурмували незаконну — за їхніми словами — забудову «Київміськбуду». Поліція стояла поряд і ніяк не реагувала. Пізніше з'явилось повідомлення про затримання трьох членів ЦК «Азов», в тому числі керівника київської філії Сергія Філімонова. Наступного дня Філімонова відпустили: його «взяли на поруки» депутати Верховної Ради Олег Петренко та Андрій Білецький.
14 жовтня 2016 року в місті Києві відбувся І партійний з'їзд, де ЦК «Азов» оголосив про створення політичної партії «Національний корпус». Рішення про створення ухвалили на з'їзді в Києві. «Нацкорпус» створено шляхом перейменування політичних партій «Громадянський рух „Чесні справи“» і «Патріот України». Лідером партії терміном на 4 роки обрано народного депутата Верховної Ради України та командира полку «Азов» Андрія Білецького.
Партійний з'їзд супроводжувався багатотисячним Маршем Нації, де до азовців приєдналися представники «Правого сектору» та громадської організації C14. За найскромнішими оцінками, марш зібрав щонайменше 10 тисяч осіб, організатори повідомили про більше ніж 15 тисяч. Деякі вітчизняні ЗМІ не погодилися з такою цифрою. Згідно з їхніми підрахунками, марш зібрав не більше ніж 2 тисячі осіб. У той самий час, камери спостереження на центральних площах показували зовсім інше.
6 листопада у Львові активісти ЦК «Азов» разом з представниками «Правого сектору» та «C14» заблокували соціальний центр «Цитадель», що належить лівим націоналістам з «Автономного опору». Свої дії ЦК «Азов» пояснив необхідністю «запобігти провокаційному „Маршу Волі“» (запланованому на 7 листопада), а ініціаторів маршу «Автономний опір» назвав «лівоекстремістами» і «ліворадикалами», а їхню діяльність — «антиукраїнською» й «антидержавною». Нападники вибили двері на воротах до «Цитаделі», але до двору не зайшли. Після приїзду поліції нападники пішли: ніхто з них не був затриманий.

## Ініціативи
«Спортивний Корпус» — одна з ініціатив ЦК «Азов». Під егідою цієї ініціативи у різних містах України регулярно проводять спортивні тренування, змагання. В Харкові «Спортивний Корпус» проводить щотижневі курси із самооборони для жінок.
Також Цивільний корпус відомий своїми військово-патріотичними таборами для дітей і підлітків: у Києві — «Азовець», в Харкові — «Слобожанин». Улітку 2017 року почне свою діяльність табір «Карпатія» в Івано-Франківську.
«Ми однієї крові» — донорська акція, котру започаткував Цивільний Корпус у Києві. Активісти закликали долучатися до донорства задля порятунку життів людей у лікарнях.
«Орієнтир» — видавництво книг та праць ідеологічного спрямування, засноване бійцями та волонтерами азовського руху. Наразі йде активна робота з перетворення видавництва «Орієнтир» на велику структуру, на кшталт «Просвіти». Завданням цього видавництва є поширення патріотичних та націоналістичних поглядів серед молоді, виховання нового покоління здорової та свідомої молоді.
«Козацький дім» - це соціальний молодіжний проект Азовського руху. У «Козацькому домі» періодично проводяться курси з вивчення класичних мов (латини, санскриту тощо), заняття з різних видів єдиноборств, кінопокази, лекції на різноманітні теми.

## Критика
Активістів Цивільного Корпусу неодноразово звинувачували у неонацизмі та расизмі.
Андрій Білецький неодноразово зазначав, що Азовський рух є нетиповим об'єднанням, яке виступає як проти влади, так і проти теперішньої опозиції.